# Calathotarsus pihuychen
Calathotarsus pihuychen is een spinnensoort in de taxonomische indeling van de Migidae.
Het dier behoort tot het geslacht Calathotarsus. De wetenschappelijke naam van de soort werd voor het eerst geldig gepubliceerd in 1991 door Goloboff.